# Сінна (притока Псла)
Сінна — річка в Україні, у Сумському районі Сумської області. Ліва притока Псла (басейн Дніпра).

## Опис
Довжина річки приблизно 13,5 км.

## Розташування
Бере початок на північному сході від Зацарного в урочищі Попів Яр. Тече переважно на північний схід через село Сінне і на південному сході від Могриці впадає у річку Псел, ліву притоку Дніпра. 
Річку перетинає автомобільна дорога Т 1901.